# Hymn o perle
Hymn o perle nazywany też Hymnem o duszy lub Hymnem o Szacie Chwały – fragment apokryficznych Dziejów Tomasza, noszący tam nazwę Hymn Apostoła Judy Tomasza, gdy był w krainie Hindusów. To utwór poetycki metryczny (syr. madrasza, gr. psalmos, hymnos) powstały wcześniej i niezależnie od Dziejów Tomasza, prawdopodobnie w końcu II w. w Syrii, w środowisku teologa Bardesanesa.

## Gatunek
Jest to utwór inicjacyjny: bohater (którym jest narrator, czyli Tomasz, który identyfikuje swoje losy z losami księcia) jest poddany próbie, z której wychodzi zwycięsko i dzięki temu osiąga godność królewską. W III lub IV w. Hymn o perle został wcielony do niektórych rękopisów Dziejów Tomasza prawdopodobnie w środowisku manichejczyków, chętnie propagujących teksty, które mogły być tłumaczone w kluczu manichejskim. Hymn o perle zawiera elementy podobne do utworów w Kodeksie manichejskim z Kolonii. Obecnie znajduje się w dwóch rękopisach w wersji syryjskiej (pełniejszej, podzielonej na wiersze) i późniejszej greckiej oraz w parafrazie greckiej Nicetasa z Tesaloniki (XI w.). Syryjska wersja, być może pierwotna została zmieniona tak, by pasowała do reszty Dziejów Tomasza, a następnie przetłumaczona na język grecki. Jest to dzieło w symboliczny sposób przedstawiające doktrynę gnostycką o wędrówce ducha (πνευμα) w ludzkim ciele. Tomasz Apostoł śpiewa je będąc w więzieniu u króla Mizdajosa oczekując na swoją śmierć. Hymn o perle nie jest organicznie związany z Dziejami Tomasza, niemniej zawiera elementy, dzięki którym wprowadzono go do tekstu: idea „bliźniaka” oraz idea poznania samego siebie. W niektórych rękopisach Dziejów Tomasza brak Hymnu o perle.
Występująca w hymnie perła to według wielu nawiązanie do Mt 13, 46 – Sens tej przypowieści jest taki, że «tak jest z królestwem, jak z człowiekiem, który znalazł jedną perłę». Ta sama idea znajduje się w hymnie. Zdobycie jednej perły oznacza udział w królestwie. Hymn dodaje wiele materiału mitologicznego i teologicznego, ale struktura przypowieści jest wyraźnie widoczna. Z tej samej przypowieści zaczerpnięto również pomysł, że perła została znaleziona przez kupca, główna osoba udaje się do Egiptu drogą, którą podążają kupcy.

## Autorstwo

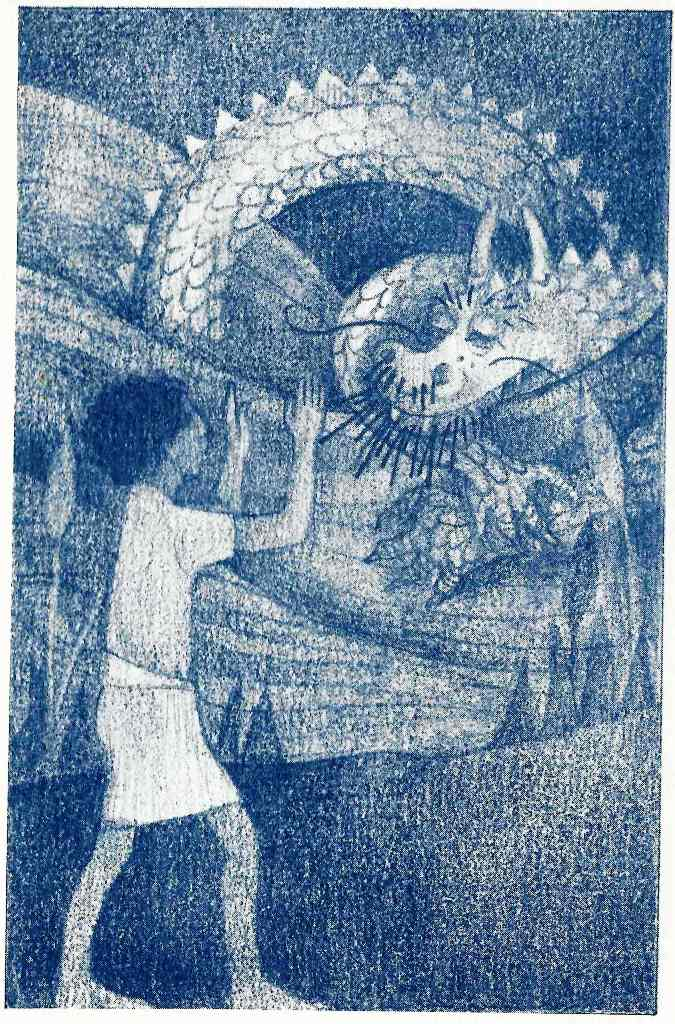
57. I przypomniałem sobie o perle, Po którą zostałem posłany do Egiptu. 58. I począłem zaklinać Węża straszliwego i syczącego, 59. I zmusiłem go, aby się zdrzemnął i zasnął, Gdy wspomniałem nad nim imię mego ojca 60. I imię jego drugiego A także imię mojej Matki, królowej Wschodu. 61. I porwałem perłę, I zwróciłem się, by powrócić do domu mojego ojca. 62. Ich suknie brudne i nieczyste Zrzuciłem i pozostawiłem w ich krainie

Prawdopodobna, ale często kwestionowana hipoteza przypisuje autorstwo Hymnu poecie i filozofowi Bardesanesowi z Edessy (154–ok. 222). Sam mocno irański posmak 'Hymnu przemawia za edesseńskim pochodzeniem: miasto w tym czasie nazywane było „Córką Partów” i miało ścisłe powiązania polityczne z Armenią Arsacydów, gdzie Bardesanes schronił się na resztę życia po podboju miasta przez Rzymian.
Podejrzewa się, że mógł nim być Bardesanes, z powodu typowego dla niego połączenia doktryny gnostyckiej z chrześcijańską wizją Boga jako stwórcy i zarządcy świata, według której można interpretować pewne problematyczne z punktu widzenia gnostycyzmu fragmenty tekstu. Król i Królowa bowiem, rodzice Pneumy, są przyczyną jej zejścia w świat materialny, czuwają nad nią oraz są źródłem oświecenia. Niekoniecznie muszą być symbolem Boga, choć z pewnością są istotami (lub jedną istotą) przebywającą w doskonałym eonie, czyli Bogu transcendentnym. Natomiast według doktryny gnostyków pneuma jest zamykana w ciele przez złe siły, utożsamiane z Demiurgiem po to, by uwięzić w materii cząstki Boga. Nie jest to jednak ostateczny argument za przypisywaniem autorstwa Bardesanesowi, gdyż nurty gnostyckie nie stworzyły jednolitej doktryny.
Za autorstwem Bardesanesa opowiada się również świadectwo Efrema Syryjczyka, który twierdził iż jedynym wielkim poetą syryjskim działającym w Edessie przed nim był właśnie Bardesanes. Doskonałość formy i symboliczność treści hymnu istotnie wskazują na to, że autor nie był osobą przeciętną. Nie ma jednak pewności, czy Hymn o perle powstał właśnie na tym terenie. K. Rudolph zwraca uwagę na elementy irańskiego zoroastryzmu, widocznego zwłaszcza w przebiegu walki ze smokiem w wersji syryjskiej, gdzie złe myśli (gniew) powodują wzrost potęgi złego boga, natomiast myśli dobre (o miłości, świetle) – jego słabnięcie. Grecka wersja podaje też geograficzne położenie Królestwa: „Przekroczyłem granice Maiszanu (Anszan = Elam?) gdzie zbierają się kupcy ze Wschodu, i przybyłem do kraju Babel i wszedłem w mury miasta Sarbug”, wskazujące na Iran, ojczyznę Zaratustry. Tam według niego powstać miałaby pierwotna wersja hymnu.

## Treść

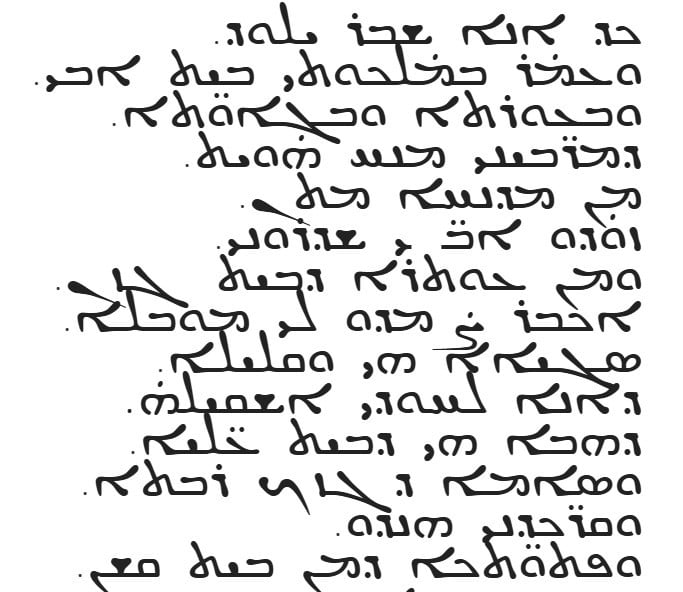
„Hymn duszy”. Zdigitalizowany tekst syryjski w cyfrowym korpusie syryjskim (zaczerpnięty z Bevan, A. Hymn duszy zawarty w syryjskich Dziejach Apostolskich św. Tomasza. TS 5. Cambridge: Cambridge University Press, 1897)

Tomasz recytuje Hymn do swoich współtowarzyszy niedoli w indyjskim więzieniu. Jest to ironicznie odpowiednia narracja ramowa, ponieważ Hymn przedstawia świat jako więzienie. Służy to również podkreśleniu zasadniczo ustnego charakteru Hymnu jako utworu wykonawczego. Hymn jest recytowany w pierwszej osobie przez bohatera, Księcia, którego rodzice, Król Królów i Królowa Wschodu, wysyłają go z Partii, aby odzyskał Perłę z siedziby węża na morzu w pobliżu Egiptu. Wyposażają go na długą podróż w dwóch przewodników oraz skarby z Ganzak, Kušān i Indii. Zdejmuje swoją wspaniałą szatę i podróżuje przez Mezopotamię, przez Mesenę, Babel i nawiedzony przez demony Sarbūg prawdopodobnie z Serug, miejsca kojarzonego przez Żydów i chrześcijan z początkami bałwochwalstwa, jego towarzysze odłączają się od niego, a on osiedla się w pobliżu gospody węża. Tam poznaje i zaprzyjaźnia się z rodakiem, wolnym człowiekiem, któremu wyjaśnia swoją misję. Zostaje ostrzeżony, aby się przebrał i unikał zwyczajów Egipcjan, ale pada ofiarą zdrady miejscowej ludności, która postrzega go jako obcego; Zjada ich jedzenie, zapomina o swojej misji i zasypia. Dowiedziawszy się o jego niebezpieczeństwie, jego rodzice zwołują szlachtę i wodzów Partii i wysyłają list, który podróżuje w kształcie orła, aby go obudzić i przypomnieć mu o jego tożsamości i misji. Gdy to uczyni, ma powrócić, aby jego imię zostało odczytane w Księdze Bohaterów i aby przywdział swoją szatę i stał się współdziedzicem ze swoim bratem. Książę powstaje, i idzie, ale nie walczy z wężem, ale rzuca zaklęcie, które usypia węża i zabiera perłę do domu, przechodząc po drodze przez Hyrkanię (Gorgān). Przywdziewa swoją cudowną szatę, idealnie dopasowaną do jego sylwetki i bogato zdobioną wizerunkiem króla królów, który porusza się, mieni i wypowiada gnozę. Raz jeszcze spośród książąt Partii (w tekście syryjskim użyto środkowoirańskiego terminu wāspuhr „książę” i użyto również partyjskiego tytułu następcy tronu, pasgrīw, urzędu faktycznie poświadczonego w Edessie), ofiarowuje Perłę swojemu ojcu.
- Hymn w wersji greckiej opowiada o losach dziecka, syna Króla Wschodu, które zostaje za młodu wysłane przez rodziców do Egiptu z misją zdobycia perły, będącej w posiadaniu Smoka. Opuszczając królestwo musiał zdjąć swą szatę świetlistą i płaszcz płomiennozłoty, a następnie został odprowadzony do granic Egiptu przez dwóch przewodników, którzy nie mogli mu dalej towarzyszyć. Niedługo potem udało mu się jednak spotkać „krewnego ze Wschodu”, którego mógł traktować jako swego powiernika. Będąc w Egipcie musiał syn królewski przybrać egipskie szaty i spożywać ich pokarm, by nie zostać rozpoznanym i uznanym za wroga. Smak jednak jedzenia sprawił, że zapomniał o swej misji i zasnął. Ze snu rozbudził go dopiero list wysłany przez jego rodziców, przypominając mu skąd pochodzi i dlaczego przybył do Egiptu. Wyrwany ze snu natychmiast ruszył po perłę i uśpił Smoka wypowiadając imię swego ojca, a następnie udał się w drogę powrotną do domu, wiedziony przez ów list, oraz miłość do szaty świetlistej, która wydawała się teraz, jakby była nim samym. Oddał perłę swemu ojcu – Królowi spełniając swą misję.

- Hymn w wersji syryjskiej różni się w pewnych szczegółach od wersji znanej nam w języku greckim. Jest ona bardziej konkretna, więcej podaje szczegółów dotyczących życia pneumy, która jest głównym bohaterem hymnu, w Krainie Światłości. Porównywana jest do iskry tańczącej w wielkim Świetle. Jej misja nie jest związana z podróżą do innego kraju, lecz w nieznany świat (świat cielesny, ziemski), do którego wstępuje rodząc się jako dziecko pewnych rodziców. Wraz z procesem dorastania zatraca ona pamięć o swoim dawnym pochodzeniu, którą przywraca, jak w wersji greckiej, list Ojca-i-Matki. Również bardziej szczegółowa jest walka ze Smokiem mieszkającym w grocie morskiej. Gdy ten patrzył się na nią, ciało jej stawało się słabe, sam zaś usypiał, gdy odczuł w niej gorące myśli o liście i Światłości. Gniew pneumy rozbudził jednak Smoka natychmiast. Ostatecznie udało się go uśpić wykrzykując słowa: „W imię Króla Światłości!”. Powrót do domu odbył się podobnie jak w tekście greckim.

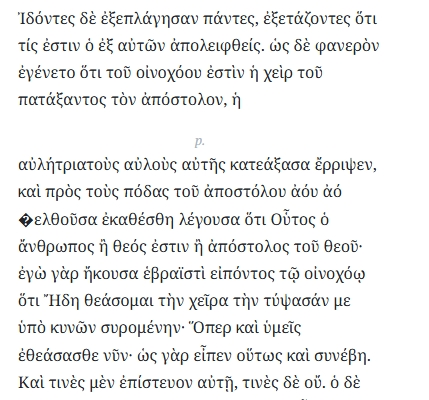
Dzieje Tomasza, tekst grecki

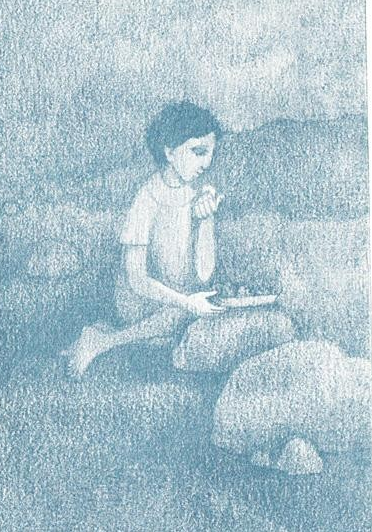
Hogrogian, Nonny. Perła: Hymn Szaty Chwały. Aurora, OR: Two Rivers Press, 1979. Książka z obrazkami dla dzieci

## Interpretacja
Hymn o perle ze względu na swoją obrazowość i wieloznaczność jest trudny do interpretacji. Treścią jego jest wysłanie księcia na poszukiwanie perły, celem poddania go próbie, z której bohater wychodzi zwycięsko. Można go tłumaczyć w kluczu ortodoksyjnym: książę to Chrystus i mamy tu do czynienia z alegorią wcielenia lub człowiek pojedynczy i cała ludzkość i jego odkupienie – tak tłumaczy go Nicetas Tekst może być wyjaśniany w sensie manichejskim: w rękopisie kolońskim posiadamy opis życia Maniego podobny do losów księcia, można też wyjaśniać jako misję człowieka w stanie pierwotnym wysłanego przez Ojca dla rozproszenia Ciemności. I w końcu można go rozumieć w sensie gnostyckim, jako zstąpienie i wstąpienie Zbawcy lub Objawiciela albo też duszy, która w końcu osiąga pleromę, z której wyszła.
Poemat jest gnostycką alegorią, jeśli pod tym pojęciem rozumie się tylko kilka kanonicznych religii i wiele innych ruchów religijnych, które łączyła ogólna filozofia i przekonanie, że człowiek jest obcy w zdegradowanym, podobnym do więzienia i zwodniczym świecie, z którego musi uciec; Musi odzyskać szczęście swojego prawdziwego i świetlistego ja w tym obcym wszechświecie, z pomocą z trudem zdobytej wiedzy ezoterycznej (GNŌSIS). „Irańska” forma gnostycyzmu, przesiąknięta zoroastryjskim kosmicznym dramatem opozycji dobra i zła, ale odwracająca w swoim antykosmicznym stanowisku światopogląd starszej wiary, zakłada radykalny dualizm między światami; W Hymnie te dwa światy są reprezentowane przez Iran, królestwo nazwane w Hymnie po prostu Wschodem (syryjskie madnaḥā) i Egipt, miejsce ciemności w Biblii i w tradycji irańskiej (gdzie jest to siedziba, na przykład, Aleksandra „Przeklętego”).
Kluczem do zrozumienia Hymnu o perle jest znajomość poszczególnych zawartych w nim symboli:
- Królestwo na Wschodzie albo Królestwo Światła jest to doskonały eon, Bóg transcendentny.
- Perła w dziełach gnostyckich zwykle oznacza pneumę, jedyną część człowieka, która może dostąpić zjednoczenia z transcendentnym Bogiem, gdyż jest jego cząstką. W tym jednak hymnie bardziej prawdopodobne jest rozumienie perły, jako gnozy, której zdobycie jest celem życia ludzkiego na ziemi.
- Przewodnicy są zapewne Istotami Świetlistymi, powołanymi do służby pneumie w Krainie Światłości. Ich posłannictwo nie dotyczy, jak widać, świata materialnego.
- Egipt to symbol świata materialnego, w który musi się zanurzyć pneuma. Charakterystyczne cechy religii egipskiej sprawiły, iż kojarzony był ten kraj z królestwem zmarłych, co z kolei przywodziło na myśl świat cielesny, jako podległy śmierci. Droga do Egiptu jest więc procesem przychodzenia na świat.
- Smok jest symbolem władcy świata materialnego, czyli Demiurga, lub jednego z Archontów
- Szaty mają dwojakie znaczenie. Ubiór ziemski oznacza ciało i duszę, które oblekają pneumę i przytwierdzają ją do świata materialnego. Dlatego też są odrzucane wraz z wyjściem z Egiptu. Szaty świetliste oznaczają niebiańskie alter ego pneumy, które pozostaje w Krainie Światłości, gdy ta schodzi na ziemię, po jej powrocie zaś następuje ich ponowne zjednoczenie.
- Krewny ze wschodu to osoba będąca gnostykiem, podobnie jak bohater hymnu.
- Sen i zapomnienie oznaczają stan niewiedzy (αγνῶσις), w jakiej tkwi człowiek nieświadomy swego boskiego pochodzenia, oraz swej misji na ziemi.
- List jest symbolem objawienia prawdy o Bogu i Człowieku, którego doznaje osoba nieświadoma. Po objawieniu następuje obudzenie.

Hymn może być jednak interpretowany na wiele sposobów i wielu poziomach, które się nie wykluczają. Przychodzący ze Wschodu syn Króla Królów może być rozumiany jako zbawiciel, który przybywa na świat, by uratować symbolizowaną przez perłę pneumę, boską iskrę. Wskazują na to fragmenty wspominające o tym, że Syn Królewski ma po powrocie objąć władzę nad Wschodem, oraz tradycyjne gnostyckie rozumienie symbolu perły. Autor Dziejów Tomasza mógł utożsamiać Królewicza z Apostołem Tomaszem, bratem bliźniakiem Jezusa, dlatego, być może zdecydował się na zawarcie tego tekstu w swoim dziele.

## Inspiracje

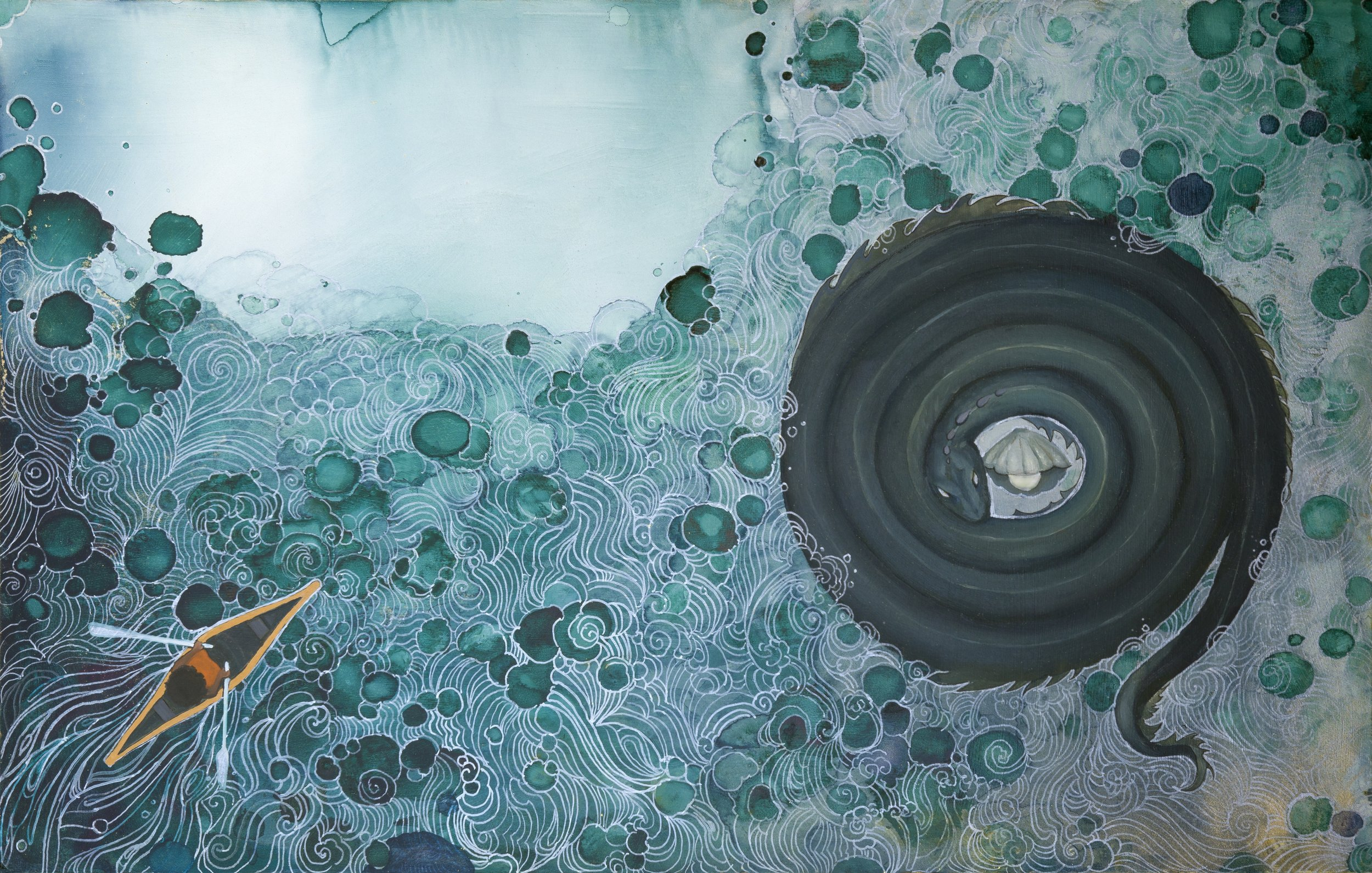
21. Podążyłem prosto do węża I zamieszkałem niedaleko jego mieszkania, 22. Oczekując aż on się zdrzemnie i uśnie, A wtedy ja mu wezmę perłę

Hymn cieszył się wielkim zainteresowaniem i w czasach nowożytnych wydaje się, że przyćmił resztę Dziejów Tomasza w popularnej i naukowej wyobraźni. Wiele współczesnych dzieł zostało zainspirowanych Hymnem o perle. Należą do nich:
- Bly, Robercie. „Hymn o perle”. Przemówienie na Konferencji Mężczyzn w Minnesocie, 1993 r.
- Hogrogian, Nonny. Perła: Hymn Szaty Chwały. Aurora, OR: Two Rivers Press, 1979. (Książka z obrazkami dla dzieci);
- Tian, Hymn o perle – utwór na pięć instrumentów i elektronikę, zamówiony przez Sond’Ar-te Electric Ensemble, Portugalia, 2011[10].
- Hugh Ballantyne, Gdzie jest Jezus: Wiara, Fakt, Fałszerstwo, Sezon 2, Odcinek 6: Wątpiący Tomasz. Atlanta, Georgia: Kablowa sieć informacyjna, 2017 – zawiera dyskusję na temat chrześcijan Thomasa w Kerali i materiał filmowy z syryjskiego manuskryptu BM Add. 14645[11].
- Fragment Hymnu o perle jest opowiedziany w scenie z filmu Terrence’a Malicka Rycerza Pucharów (2015)[12].